# Whitehouse (Ohio)
Whitehouse és una població dels Estats Units a l'estat d'Ohio. Segons el cens del 2000 tenia 2.733 habitants.

## Demografia
Segons el cens del 2000, Whitehouse tenia 2.733 habitants, 1.036 habitatges, i 762 famílies. La densitat de població era de 305,9 habitants per km².
Dels 1.036 habitatges en un 35,8% hi vivien nens de menys de 18 anys, en un 61,8% hi vivien parelles casades, en un 9,2% dones solteres, i en un 26,4% no eren unitats familiars. En el 23,4% dels habitatges hi vivien persones soles el 9,4% de les quals corresponia a persones de 65 anys o més que vivien soles. El nombre mitjà de persones vivint en cada habitatge era de 2,59 i el nombre mitjà de persones que vivien en cada família era de 3,07.
Per edats la població es repartia de la següent manera: un 26,5% tenia menys de 18 anys, un 7,1% entre 18 i 24, un 26,7% entre 25 i 44, un 27,4% de 45 a 60 i un 12,3% 65 anys o més.
L'edat mediana era de 40 anys. Per cada 100 dones de 18 o més anys hi havia 91,8 homes.
La renda mediana per habitatge era de 52.037 $ i la renda mediana per família de 66.050 $. Els homes tenien una renda mediana de 43.438 $ mentre que les dones 30.882 $. La renda per capita de la població era de 22.964 $. Aproximadament el 2,1% de les famílies i el 2,6% de la població estaven per davall del llindar de pobresa.

## Poblacions més properes
El següent diagrama mostra les poblacions més properes.